# Krzyszczynka
Krzyszczynka (Duits: Cocceji-Neuwalde) is een plaats in het Poolse district  Gorzowski, woiwodschap Lubusz. De plaats maakt deel uit van de gemeente Bogdaniec en telt 80 inwoners.

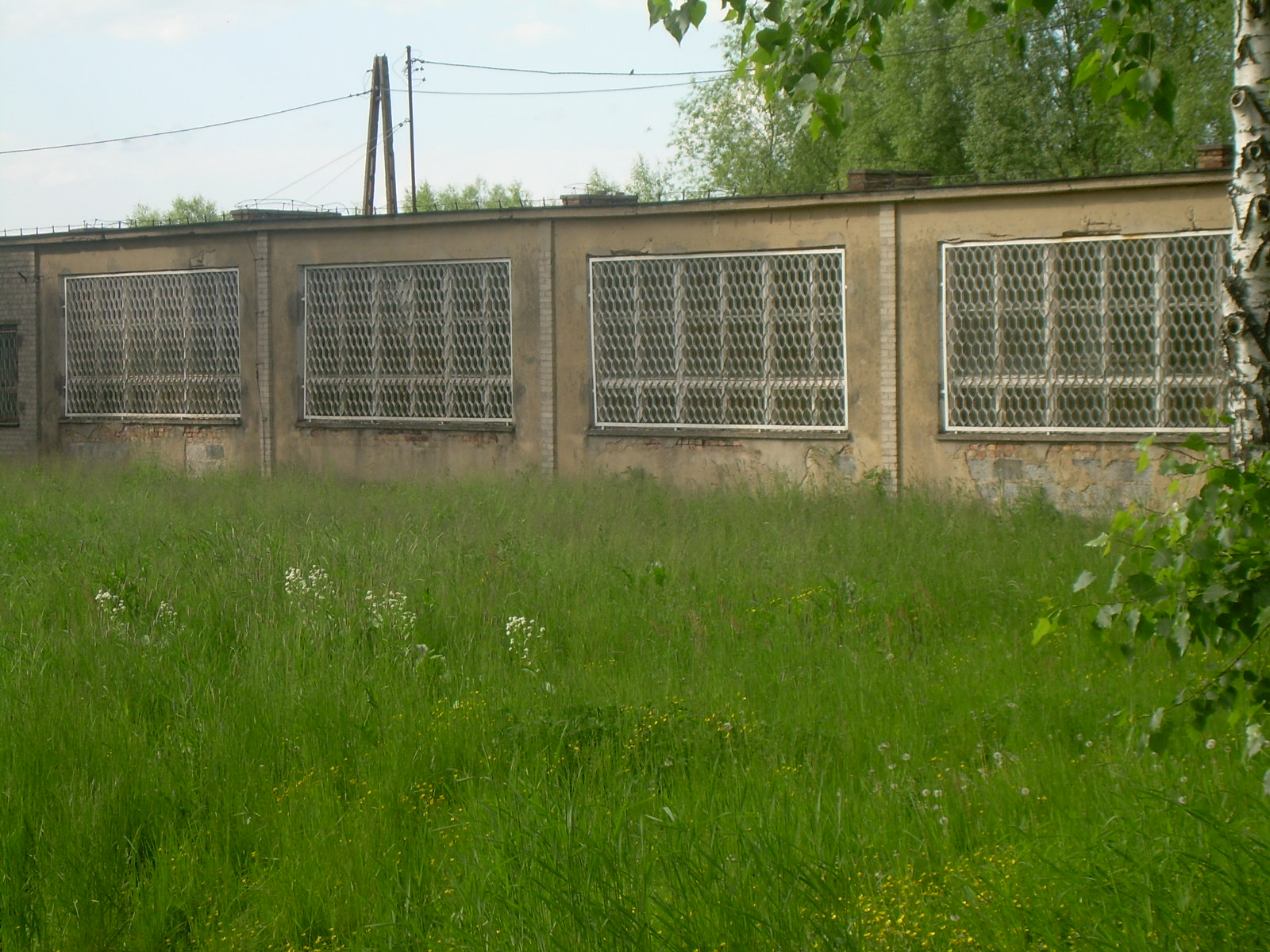
Voormalige basisschoolgebouw, tegenwoordig tijdschriftenmuseum in Gorzow Wlkp